# Kungliga Musikhögskolans kammarkör
Kungliga Musikhögskolans kammarkör är en blandad kör baserad vid Kungliga Musikhögskolan i Stockholm. Kören grundades 1970 under Eric Ericsons tid som huvudlärare i kördirigering. Efter Ericson leddes kören några år av professor Gustaf Sjökvist. Från 1994 till 2009 var Anders Eby professor i kördirigering vid Musikhögskolan och ansvarig huvudlärare i kördirigering, och därtill kammarkörens ledare. Sedan 2009 är det Mats Nilsson (dirigent) som leder kören.
Kören består 2010 av 24 medlemmar (6 korister i vardera stämma) från Kungliga Musikhögskolans olika utbildningar. Den fungerade tidigare som en fristående ideell förening, men bildar numera en poängsatt koristkurs på högskolenivå.
Kören har gjort otaliga turnéer till bland annat Sovjetunionen, Lettland, Estland, Ryssland, Spanien, och Finland. Våren 2002 sjöng kammarkören 15 föreställningar i en uppsättning av Igor Stravinskijs Näktergalen på Kungliga Operan i Stockholm. Senaste turnén gick till Mallorca, under våren 2010.

## Diskografi
- Glädjens blomster, en sammanställning av 20 års inspelningar under ledning av Eric Ericson.